# Halles de Chambéry
Les halles de Chambéry ont été conçues par les architectes français Pierre et Raymond Bourdeix en 1939 puis par Virgil en 2011. Les Halles de Chambéry étaient un marché couvert en plein centre de la ville.
Ce bâtiment en béton armé remplace des anciennes halles de type Baltard. Depuis la fin des années 1970, la question de conserver cet édifice, posée par la ville de Chambéry, a débouché sur des travaux de restauration et d'agrandissement commencés en 2008.
En 2012, les Halles de Chambéry ne sont pas seulement un marché couvert mais aussi un petit centre commercial accueillant onze boutiques, dont un cinéma.

## Historique de la construction

### Avant les halles
En 1418, un couvent et une église sont édifiés par des moines Dominicains. À côté du couvent, en 1595, est édifiée une petite chapelle, la chapelle des pénitents noirs. C’est une confrérie de laïcs chargés d’encadrer les condamnés à mort jusqu’au gibet situé plus loin dans la ville (au Verney). À côté de cette chapelle sont construites les prisons. 
En 1793, les Dominicains sont chassés, et le couvent est transformé en un tribunal civil et militaire. En 1847, le couvent est démoli pour permettre la construction de halles métalliques. 
De 1861 à 1862, les halles métalliques sont construites, ainsi que la place de Genève. 
Ces halles métalliques formaient un marché couvert. Réalisées en fonte, sur le modèle des halles de Paris de l’architecte Baltard 
en 1854, il s’agissait d’un « parapluie de métal » posé sur de fines colonnes, selon les plans des architectes Gluille et Pitra. Mais ce marché couvert s’avère très rapidement trop petit pour contenir tous les commerçants ; de plus, la place de Genève s’avère très vite trop exiguë.

### L'élaboration de l'édifice

#### Le concours de 1936
Dès 1936, une étude est lancée sur un projet d’agrandissement : il s’agirait de doubler au moins la superficie de l’édifice (les halles métalliques avaient une surface de 750 m2). 
Un concours est ouvert le 9 juillet 1936, auprès de tous les architectes de nationalité française. 41 projets sont déposés, et examinés par une commission composée de spécialistes et présidée par Tony Garnier, premier grand prix de Rome, et professeur à l’école d’architecture de Lyon. Le 26 septembre 1936, Pierre et Raymond Bourdeix, architectes à Lyon et Saint-Étienne, remportent le premier prix. Ils conçoivent de nouvelles halles, en béton armé, d’une surface totale de 1 700 m2, auquel s’ajoutent 1 000 m2 à l’extérieur avec un auvent.

#### La construction
De 1933 à 1936, de nouvelles prisons sont construites sur les rives de l’Hyères. 
En janvier 1937, on démolit les halles métalliques et les anciennes prisons (qui vont devenir la place Henri-Dunant). L’étude générale du bâtiment est confiée à la société parisienne Hennebique (spécialiste du béton armé). Le gros œuvre est réalisé par l’entreprise Duclot (entreprise grenobloise), et les pieux en béton armé sont fabriqués par la société Froté « les fondations Modernes », située à Paris.  Les travaux de décoration et de peinture sont assurés par l’entreprise grenobloise Gustave Siaux. Enfin, toutes les verrières des halles et du gymnase sont installées par la miroiterie lyonnaise Guillot. Le sculpteur Eugène Frost, prix de Rome et professeur à l’école nationale des beaux-arts de Lyon, réalise les armes de Chambéry en ciment moulé sur la façade principale. 
À l’arrière du bâtiment, sur l’emplacement des prisons détruites, il y eut un projet de construction d’un immeuble de rapport, mais qui n’aboutira pas. Les travaux de finition se poursuivront jusqu’en 1945 à cause de la guerre : le personnel étant mobilisé petit à petit, ce qui ralentit considérablement les travaux.

## Description du bâtiment

### Présentation

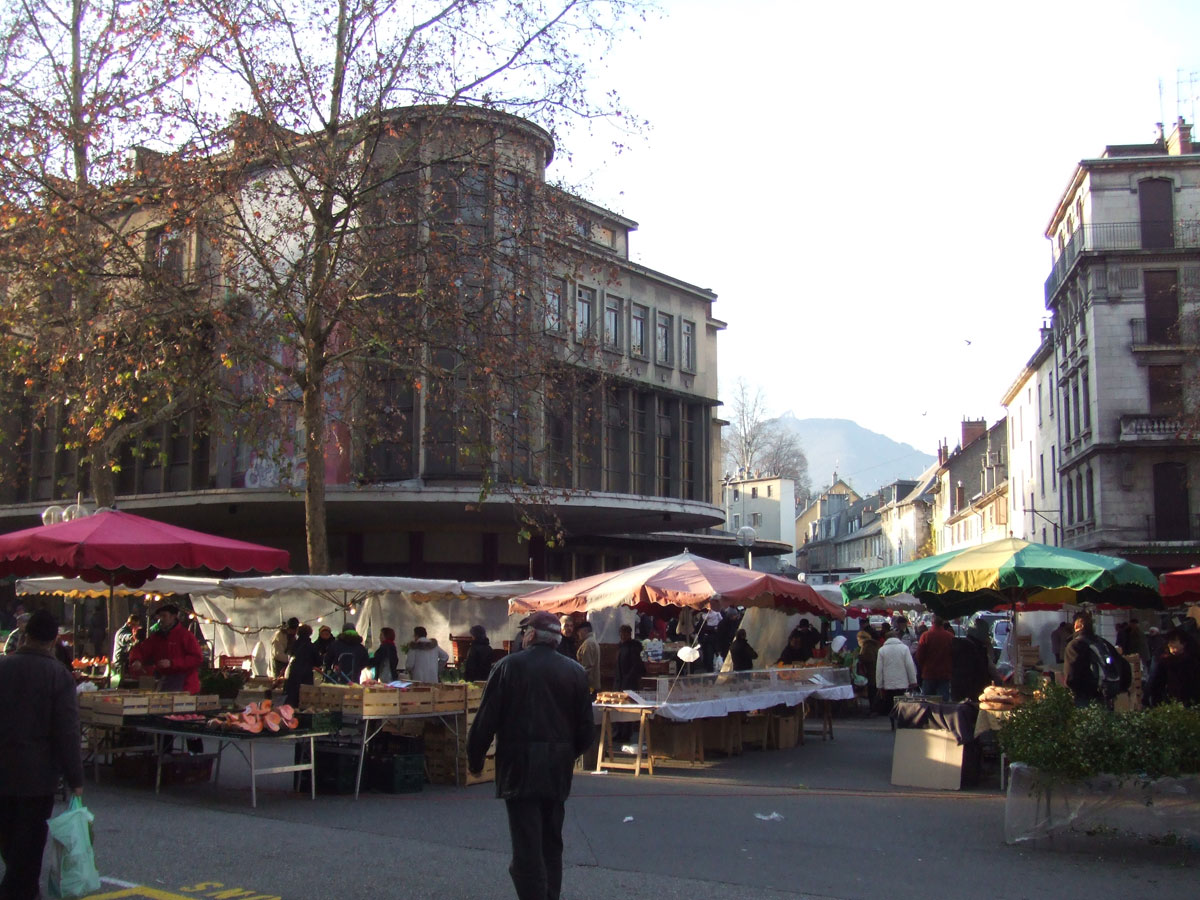
Vue des Halles avec le marché.

Le bâtiment est un imposant parallélépipède rectangle de 50 mètres par 30 mètres, pour une hauteur de 20 mètres. Il possède une surface totale de 3 000 m2, avec deux niveaux. La dimension inusitée de ce bâtiment résulte de la superposition de deux programmes indépendants : un marché couvert (des halles) et un gymnase au premier étage. L’axe longitudinal du bâtiment est orienté nord-ouest. 
Les halles sont éclairées par des baies continues placées en partie supérieure, et en ouest par une grande verrière occupant les deux tiers de la façade. Cette verrière sépare le gymnase d’une terrasse prévue pour les exercices en plein air. 
De part et d’autre du gymnase sont disposés divers locaux : la loge et l’appartement du gardien, des vestiaires, des sanitaires, un local à matériel et aussi une salle de réunion et des bureaux à l’usage d’associations sportives chambériennes. 
Autre originalité de l’édifice, il possède aux quatre angles de l’édifice des petits bistrots, installés en liaison avec l’extérieur et l’intérieur du bâtiment.

### Les halles
Elles occupent presque tout le rez-de-chaussée. L’accès se fait au centre par les façades est et ouest. Un large auvent en porte à faux est disposé à une hauteur de quatre mètres sur tout le pourtour de l’édifice. Le volume intérieur est vaste, avec une hauteur sous plafond de 11,50 mètres, et il est éclairé par les verrières qui constituent l’essentiel des façades principales et latérales. 

Détail des Halles.

### Le gymnase
Il est placé au centre du bâtiment dans le sens longitudinal. Comme les halles, il est spacieux, avec une longueur de 34 mètres, une largeur de 19,50 mètres, et une hauteur sous plafond de 8 mètres. Son accès se fait par deux larges escaliers disposés aux extrémités de la façade est, en saillie sur les façades latérales nord et sud. Ces escaliers, qui n’ont aucune communication avec les halles, débouchent sur un vaste espace attenant au gymnase.

### La technique particulière du béton armé
Ce bâtiment est constitué d’une structure autoportante en béton armé. L’architecture des Halles est novatrice : c’est la première application locale du béton armé à un édifice public, et c’est également le premier exemple avec des auvents en béton sans piliers, sur un ouvrage de cette taille. L’ossature est composée de huit portiques en béton armé à grande portée, avec des poutres de 32,20 mètres. Tenus par des jambes de force, ils soutiennent l’étage supérieur. Cette structure représente une certaine hardiesse dans la conception, étant donné les matériaux de l’époque (armature en acier doux et ciment à prise lente)
La structure particulière du bâtiment, et surtout la nature du sous-sol, argileux et gorgé d’eau, avec la nappe phréatique proche du sol, ont obligé les constructeurs à étudier soigneusement les fondations : 148 pieux en béton armé seront enfoncés dans le sol entre 8 et 13 mètres de profondeur, afin d’assurer une stabilité durable au bâtiment. L’auvent est composé de ‘plaques’ de béton mises côte à côte, et fixées entre elles. D’un point de vue esthétique, le béton est poli à l’intérieur, et laissé granuleux à l’extérieur. 

## Description des abords avant reconstruction
L’édifice est bordé de deux places caractérisées chacune par une morphologie et un usage très différenciés. 

### La place Henri-Dunand
Cette place se situe au sud de l’édifice. C’est une « dent creuse » légèrement en pente (deux mètres de dénivelé). Les immeubles qui la bordent sont dans le périmètre du secteur sauvegardé (le Centre historique). Au nord, la rue Derrière-les-murs longe des bâtiments d’une hauteur de trois à quatre niveaux, reprenant l’alignement des remparts dont seule la structure massive de la « tour bossue » témoigne encore de leur existence. 
Cette rue se prolonge en bout de place par un goulet étroit intégré au secteur piéton, et rejoignant la rue de la Trésorerie. Au sud, la rue Bonivard est bordée de constructions de gabarit et d’implantation variés, ménageant plusieurs cours et passages donnant accès à la rue Juiverie piétonnière. Cette place sert actuellement de parking.

### La place de Genève
Cette place se situe au nord et à l’est de l’édifice. Elle est dans la limite du quartier de reconstruction auquel elle est directement reliée par la rue de Maistre. Cette place est largement ouverte au nord sur un axe de circulation ceinturant la ville. Le samedi matin, elle est occupée par un traditionnel marché, très animé. 
Les immeubles qui entourent la place de Genève datent de l’après-guerre. Ils ont été reconstruits à la suite du bombardement du 26 mai 1944 (300 immeubles détruits dans Chambéry, soit plus de 1 000 logements). Dix années ont été nécessaires à la reconstruction. Ces immeubles ont tous une hauteur uniforme de 22 mètres, de sept à huit niveaux, et qualifiés de « modernisme raisonnable sans fantaisie ni innovation technique ». Les rez-de-chaussée de ces bâtiments sont affectés au commerce pour la plupart.

## Les projets de réfection depuis 1975
Le manque de dynamisme du quartier des halles, l’inutilisation et l’obsolescence des équipements sportifs (tels que le gymnase) et des halles (fermées toute la semaine sauf le samedi matin) vont conduire la municipalité à essayer de changer cet état de chose, sans grand succès, dès le début des années 1970.  

### Le projet du parking Henri-Dunand (1975-1977)
Dans les années 1970, c’est la crise du stationnement à Chambéry : la ville étouffe sous les voitures. Le 3 juin 1975, la Municipalité se réunit pour étudier la proposition d’un promoteur, la société Autosilo, qui propose de raser les Halles, et de reconstruire à la place un complexe qui comprendrait un nouveau gymnase, un nouveau marché couvert, ainsi qu’un parking de 750 places. Le projet architectural est conçu par les architectes Tamboise et Ménard. 
La société s’engageait à céder, à titre gratuit, les équipements du gymnase et du marché couvert, ainsi que de rénover les chemins piétonniers attenants aux deux places. La municipalité n’avait pas à mobiliser beaucoup de fonds, la société prenant tout en charge financièrement. La ville de Chambéry mettait simplement à disposition pour 50 ans le terrain nécessaire à la construction. D’autre part, ce projet était totalement en accord avec l’orientation prévue par le plan d’urbanisme de Chambéry. On comprend donc aisément l’intérêt financier que visait la ville au travers d’une telle opération. 
Mais l’opinion publique est défavorable, certains points incertains tels que le relogement des tenanciers des cafés, par exemple, et le fait de placer un bâtiment massif et imposant dans ce lieu populaire des marchés ne plaît pas. D’autre part, cette démarche faite dans la précipitation par la municipalité, sans informer ni consulter la population a déclenché de vives réactions des chambériens (pétitions…). Enfin, face à l’action menée par les associations (« Vivre à Chambéry » par exemple), et à l’avis défavorable de la Commission Régionale des Opérations Immobilières mettant en cause « le principe même d’insérer dans le tissu d’une ancienne partie de la ville un silo à haute capacité », le projet est laissé de côté. Il sera définitivement abandonné en 1977.

### Les deux projets (1979-1980)
En 1979, un nouveau programme est défini par la municipalité dans le cadre du plan de référence. Celui-ci prévoit sur le bâtiment le maintien et l’extension de la surface du marché, le maintien et la modernisation des services annexes (quatre petits bars et des WC publics), ainsi qu’une amélioration des équipements mobiles et fixes nécessaires au bon fonctionnement du marché. D’autre part, la municipalité a la volonté d’aménager l’ensemble des espaces extérieurs enserrant le bâtiment principal, en liaison avec les zones piétonnières voisines. La réalisation de ce projet est alors confiée à deux architectes, Chanéac et Demonssand.  

#### Le projet Chanéac
Cet architecte prévoit la réfection complète du bâtiment existant, avec sept mesures de « rajeunissement » : réfection des étanchéités de toiture, réparation des piliers porteurs endommagés, réaménagement des étals du marché et des locaux supérieurs, ravalement des façades, remplacement des verrières, pose de pare-soleil et percement des auvents, et enfin, suppression des allèges. Il propose donc de garder le bâtiment existant, mais de le rénover et le remettre en valeur. Pour l’aménagement des abords, il prévoit un dispositif réduit à l’air libre. Son projet était relativement peu coûteux : cinq millions de francs et demi. 

#### Le projet Demonssand
M. Demonssand, architecte de Chambéry, avait pour projet l’adjonction d’une grande toiture couvrant la structure existante et créant 1 500 m2 de surface utile supplémentaires. Il voyait dans ce projet un double avantage : conserver l’ossature existante en béton armé encore en bon état, et organiser les travaux de manière à ne pas stopper l’activité commerciale des Halles pendant les 18 mois de travaux. (en travaillant successivement sur chaque moitié du bâtiment). Sur le plan esthétique, le bâtiment serait conçu dans un style savoyard, ce qui lui permettrait de mieux s’intégrer dans le quartier, voire la ville. Mais ce projet est problématique, son coût s’élevant à 11,5 millions de francs. Cet architecte proposait, comme solution à l’aménagement du stationnement dans le quartier des halles, la construction d’un parking souterrain sous la place Henri Dunand (d’un coût de 2,5 millions de francs). 

#### La consultation publique de 1980
Ces propositions ont fait l’objet, en mai et juin 1980, d’une consultation publique à l’occasion d’une exposition réalisée par la ville, sur les deux projets proposés. Cependant cette consultation publique, si elle a mis en évidence l’enjeu concernant le quartier et l’intérêt que lui portent les Chambériens, n’a pour autant pas permis, face à la richesse et la diversité des opinions émises (600 personnes se sont exprimées), d’arrêter une position nette sur l’avenir des halles. En effet, même si les Chambériens penchent vers le projet de M. Demonssand, la réfection des Halles à un tel prix fait réfléchir. Les avis sont partagés sur ces deux projets, une partie de la population souhaitant garder les halles à tout prix, une autre partie souhaitant voir autre chose que ce « vieux bâtiment sale en béton ». Aussi, les propositions des deux architectes resteront sans suite.

### La restauration des halles (1981-1985)
De ces deux projets va tout de même ressortir la nécessité d’une rénovation des halles. En janvier 1981, une solution de rénovation minimum est adoptée : un plan sur trois ans, d’un coût de trois millions de francs, qui permet le nettoyage du gymnase, une modernisation du marché couvert, l’installation d’un ascenseur pour handicapés, ainsi qu’un ravalement des façades extérieures et intérieures avec une réorganisation de l’emplacement des étals, des parkings, et la circulation piétonne. On notera l’absence du projet de parking sous dalle, place Henri Dunand. 
Les rénovations vont se dérouler dans un premier temps du 5 juillet au 13 août 1982, avec des travaux extérieurs : réfection de l’éclairage public, remplacement des acacias malades par d’autres arbres de grandes tailles, réfection du sol en enrobé rouge, la restructuration des parkings en stationnement à rotation rapide, réfection des WC publics, ainsi que des travaux intérieurs avec la rénovation des étals, l’installation de postes d’eau dans chaque box, ainsi que la mise aux normes de l’installation sanitaire. Des réfections mineures du même ordre vont continuer ainsi, par petites tranches, jusqu’en janvier 1985.

## Les Halles, un centre commercial (2011-....)

### Projet et réalisation

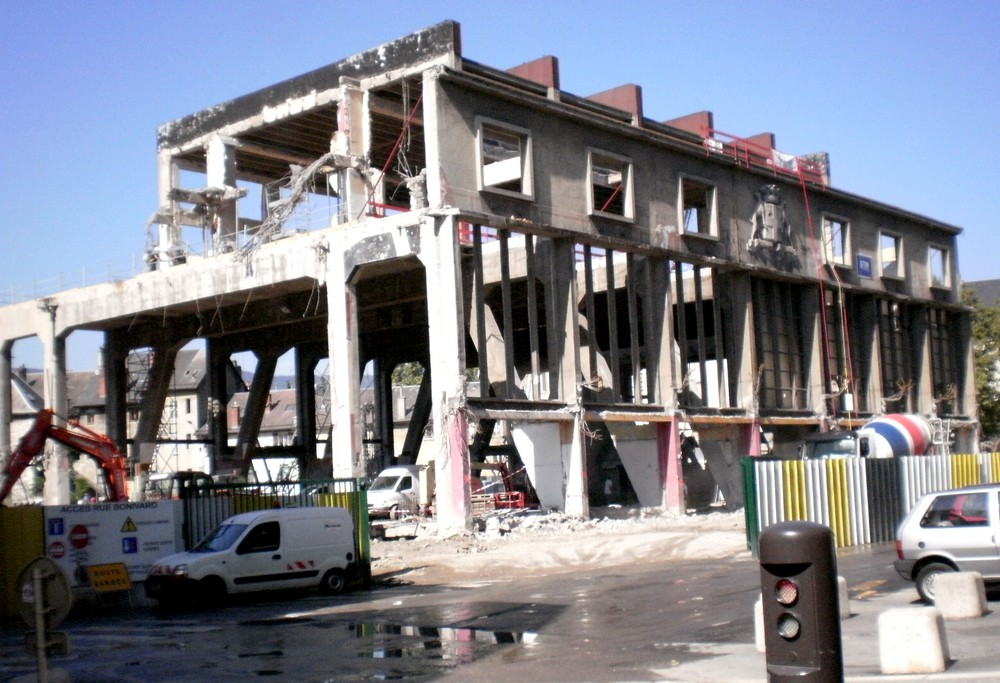
Les Halles de Chambéry en cours de rénovation le 12 septembre 2009.

Après l'obtention du permis de construire le 14 février 2008 (demande déposée le 31 octobre 2006), le chantier de réhabilitation des halles commence à partir du 29 mars 2008 sur 15 500 m2, afin d'accueillir un cinéma multiplexe, de grandes enseignes commerciales, un parking souterrain de 289 places. À l'été 2011, les enseignes H&M, Fnac, Célio, Nature et Découvertes, SFR et La Panière prennent possession de leurs locaux afin de terminer leurs aménagements, la ville de Chambéry aménage également le marché couvert qui se trouve au rez-de-chaussée du bâtiment. Le cinéma Pathé de dix salles et Monoprix font leurs entrées sur le chantier dès la rentrée 2011. En 2017 et 2018, les espaces à l'arrière des Halles sont investis par un café nommé Le Café des Initiés et par une salle de sport Keep Cool. La place de Genève, les rues Derrière-les-Murs et Henry-Bordeaux sont pavées. L'ensemble transforme les abords des Halles en un espace totalement piétonnier. Depuis, par des opérations d'aménagement et de réhabilitation immobilières en lien, de nombreux commerces et restaurants ont investi les locaux de la rue Bonivard adjacente.